# 尖頦平鮋
尖頦平鮋，為輻鰭魚綱鮋形目鮋亞目平鮋科的其中一種，為深海魚類，分布於東太平洋阿留申群島至美國加州聖地牙哥海域，棲息深度24-476公尺，體長可達36公分，棲息在軟底質底層水域，卵胎生，生活習性不明，具有毒性。